# Послушание (добродетель)
Послуша́ние (церк.-слав. послꙋша́нїе; ст.‑слав. послоушаньѥ; др.-греч. ὑπακοή) — поведение человека, характеризующееся добровольным сознательным подчинением своей воли другой воле. В большинстве этических традиций рассматривается как добродетель.

## В христианстве
В христианстве: послушание это добродетель, сутью которой является согласование своей воли с волей Божьей.
Добродетель послушания является одной из важнейших в христианстве. По словам Мейстера Экхарта:

Истинное и совершенное послушание — это добродетель превыше всех добродетелей, и никакое великое дело не может осуществиться или быть доведено до конца без этой добродетели.

## Обет послушания
Послушание входит в число трёх основных обетов xристианских монахов (наряду с обетами безбрачия и нестяжательства).
В православных монастырях иноки первой ступени (рясофорные монахи) дают только обет послушания.